# مهدی عزیزیان
مهدی عزیزیان (زاده ۲۹ دی ۱۳۳۴ در مشهد) برادر همسر عباس واعظ طبسی بود که از سال ۱۳۹۳ تا ۱۳۹۵ در سمت‌ قائم مقام در آستان قدس رضوی مشغول به فعالیت بود.مهدی عزیزیان ‌یکی از بنیانگذاران آستان قدس رضوی بود و در امور آستان شرکت داشت

## سوابق
"مهدی عزیزیان از سا ل ۱۳۶۱ تا خرداد ۱۳۹۵ در آستان قدس رضوی مشغول به فعالیت بوده است.
پس از درگذشت واعظ طبسی، در خرداد ۹۵ به سمت مشاور و عضو هیئت امنا منصوب‌ شد. در بهار ۹۶، خبر فرار او از ایران منتشر شد. بخشی از سوابق وی در آستان قدس رضوی چنین بوده‌است:
- معاونت امور اداری آستان قدس رضوی در سال ۱۳۶۱
- معاونت اماکن و بیوتات متبرکه و تشریفات آستان قدس رضوی در سال ۱۳۶۸
- مجری طرح ساخت، تعویض و نصب ضریح جدید حرم امام رضا در سال ۱۳۷۹
- مدیرعامل سازمان عمران و توسعه ی حریم حرم امام رضا در سال ۱۳۷۹
- مدیر و مجری تکمیل سرداب حضرت رضا در سال ۱۳۸۱
- عضو هیئت امناء آستان قدس رضوی از سال ۱۳۸۲
- مشاور هماهنگی و امور راهبردی آستان قدس رضوی از تاریخ ۳۰ دی ۱۳۸۴
- رئیس هیئت مدیره و مدیر عامل سازمان اقتصادی آستان قدس رضوی از تاریخ ۳۱ فروردین ۱۳۸۷
- رئیس هیئت مدیره شرکت‌های مسکن و عمران قدس رضوی، مسکن و عمران بین‌الملل، بتن ماشین قدس رضوی، مهندسان مشاور قدس، قند خراسان رضوی، قند آبکوه و قند چناران[۳]
- قائم مقام تولید آستان قدس رضوی از سال ۱۳۹۴ تا خرداد ماه ۱۳۹۵

## فعالیت‌ها و نقد
وی به عنوان رئیس هیئت مدیره و مدیرعامل سازمان اقتصادی رضوی نیز فعالیت کرده است.
مهم‌ترین پروژهٔ اجرا شده توسط مهدی عزیزیان، ساخت و نصب ضریح پنجم امام رضا، رواق دارالحجه، رواق بزرگ امام خمینی، عملیات اجرایی اسکلت صحن جامع رضوی و رواق دارالحکمه است.
پروژه‌هایی از قبیل سردر شرقی و غربی صحن جامع رضوی، قبر شیخ طبرسی، بنیاد پژوهش‌های اسلامی آستان قدس رضوی، صحن غدیر، صحن هدایت، ساختمان جدید دارالشفاء امام، گلدسته‌های شرقی و غربی، گلدسته ایوان ولی‌عصر، صحن کوثر، صحن هدایت، توسعه میهمان سرای امام رضا (ع)، بست جوادالائمه، ورودی باب‌الرضا، هتل پنج ستاره قصرالضیافه، دانشگاه علوم اسلامی رضوی و تونل انرژی در حرم امام رضا را مدیریت کرده و به سرانجام رساند.
به نوشته وبگاه میراث خبر به نقل از یعقوب دانش دوست «ممکن است برای برقراری هماهنگی میان سازه‌های جدید و قدیم تلاش شده باشد، اما این کار موفقیت‌آمیز نبوده‌ است».
از نقش وی در ساخت پروژه مشهد مال انتقاد شده‌است.

## فساد مالی
پس از آنکه سید ابراهیم رئیسی به عنوان رئیس آستان قدس رضوی، نامزدهای انتخابات ریاست جمهوری در سال ۱۳۹۶ مطرح شد موضوع فرار مهدی عزیزیان بیش از پیش در جامعه مطرح شد. با وجود آنکه عزیزیان در بهار ۹۵ پس از برکناری از سمت معاونت آستان قدس به سمت مشاوره و عضویت در هیئت امنا منسوب شده‌ بود، پس از فرار او در بهار ۹۶ کمپین انتخاباتی رئیسی ادعا کرد که وی حتی یک روز پس از برکناری سمت مشاوره یا اجرایی نداشته و پرونده تخلفات وی یک ماه قبل به دادسرا ارسال شده‌ است.

## جنجال انتقال مهاب قدس
یکی از جنجالی‌ترین رویدادهای دوران قائم مقامی عزیزیان، انتقال بخشی از سهام شرکت‌های دولتی و زیربنایی مپنا و مهاب قدس به مجموعه تحت مدیریت وی بود. در ماه‌های پایانی دولت احمدی‌نژاد «شرکت بین‌المللی عمران رضوی» به مدیریت مهدی عزیزیان و «شرکت ساخت و توسعه زیربناهای حمل و نقل کشور» قراردادی منعقد شده، مقرر گردیده مجموعه آستان قدس رضوی به عنوان تأمین‌کننده مالی، ۱۵ درصد از حجم قرارداد راه‌آهن گرگان - بجنورد – مشهد را تأمین کند. بنا بر مصوبه مورخ ۲ مرداد ۱۳۹۲ دولت، مقرر گردیده بود در قبال تأمین اعتبار ۱۵ درصد از پروژه ریلی "گرگان - بجنورد - مشهد"، که معادل ۶۰۰ میلیارد تومان برآورد شده بود، ۴۹ درصد از سهام شرکت مهندسی مشاور «مهاب قدس» به آستان قدس رضوی منتقل گردد و متعاقباً پس از قیمت‌گذاری ۴۹ درصد سهام انتقالی، آستان قدس رضوی مابه‌التفاوت ۶۰۰ میلیارد تومان هزینه پروژه ریلی با ارزش ۴۹ درصد سهام شرکت «مهاب قدس» را به دولت پرداخت نماید. شرکت عمران رضوی از دهه ۶۰ بیست و شش درصد از سهام شرکت مهاب قدس را داشته‌است. چند ماه بعد و با روی کار آمدن دولت روحانی اولین بار در شهریور ۹۲ چیت‌چیان وزیر نیرو از کشف و خنثی کردن فساد ۱۲ هزار میلیاردی سخن گفت. به گفته وی «برای ۱۵ درصد تأمین مالی بخش ایرانی، بخشی از نیروگاه‌ها و اموال بیت‌المال در وزارت نیرو به ارزش ۶۰۰ میلیارد تومان به پیمانکار واگذار شود. اما در حقیقت بخشی از بیت‌المال به ارزش ۱۲ هزار و ۶۰۰ میلیارد برای واگذاری به پیمانکار این پروژه تخصیص پیدا کرده بود که ما در هیئت دولت موضوع این تضییع بیت‌المال را مطرح کردیم و جلوی مصوبه دولت گذشته گرفته شد. وزیر نیرو با اعلام اینکه می‌خواستند به جای ۱۵ درصد پروژه بیش از ۲۱ برابر پیش پرداخت و بیش از ۳ برابر ارزش کلی پروژه را از بیت‌المال پرداخت‌ کنند».
۴ روز پس از بیانیه وزارت نیرو در شهریور ۱۳۹۲، مسئولان عمران رضوی در بیانیه ای به دفاع از خود پرداختند و پیرامون ارزش سهام مورد انتقال گفتند: «جهت آگاهی آن عزیز اعلام می‌دارد با فرض بر اینکه ارزش ۴۹ درصد سهام مهاب قدس همان ۱۲۰ هزار میلیارد ریال برآوردی جنابعالی باشد که البته این امر خود بسیار جای بحث دارد!!!، باز با این حال ارزش مذکور، ۱۳ برابر کل رقم پروژه احداث راه‌آهن مشهد- بجنورد- گرگان به ارزش ۹۶۰ میلیون یورو معادل ۳۰٫۷۲۰ میلیارد ریال نبوده (براساس نرخ تسعیر مبادله‌ای) و تنها در حدود ۴ برابر آن است (در خوشبینانه‌ترین حالت ممکن ارزش سهام مورد گزارش می‌تواند تنها یک دهم ارزش برآوردی نگارنده مورد بررسی قرار گیرد که در این صورت ارزش ۴۹درصد سهام مذکور برابر با ۳۰ درصد کل منابع لازم برای انجام پروژه خواهد بود). مضافاً اینکه به این نکته نیز باید توجه داشت که پیمانکار پروژه پرداخت ۱۵ درصد از مبلغ فاینانس را در زمان عقد قرارداد به صورت ارزی تعهد نموده‌است که با توجه به نوسانات شدید ارزی چند وقت اخیر کشور این خود ریسک بزرگی برای پیمانکار پروژه محسوب‌ می‌شود».
با مطرح شدن مجدد این موضوع در انتخابات ریاست جمهوری سال ۹۶ که رییسی یکی از نامزدهای ان بود، همکاران رئیسی متقابلا وزارت نیرو را متهم کردند که برای لغو واگذاری مهاب قدس با عقد قرارداد وکالت با یک وکیل بی‌تجربه به مبلغ ۳۲ میلیارد تومان مرتکب فساد شده‌است که توسط نهادهای ناظر شناسایی شده.
در پاسخ آنان آمده‌است: «عنوان شده که قائم مقام برکنار شده آستان قدس رضوی، شرکت عمران رضوی را به نام خود کرده‌است در حالی که نام سهامداران شرکت مذکور در سامانه ثبت شرکت‌ها مضبوط است و صاحبان سهام آن جملگی از شرکت‌های آستان قدس رضوی هستند». اما در عین حال از ارسال بازرس به شرکت و ارسال پرونده تخلفات مهدی عزیزیان به دادسرا خبر داده‌اند.
یک نماینده مجلس نیز وزارت نیرو را متهم کرد که قصد دارد سهام مهاب قدس را به بازنشستگان وزات نیرو واگذار کند.
نهایتاً در تیر ۱۳۹۵ با حکم دادگاه شرکت‌های مپنا و مهاب قدس به وزارت نیرو بازگشت.